# باول باون
باول باون (بالإنجليزية: Paul Bown)‏، (11 أكتوبر 1957) هو ممثل انجليزي.
لعب دور في مُسلسل ووتشنغ (1987-93) الذي يُعرض على آي تي في غرناطة. كما ظهر في الحلقة الأولى من مُسلسل مستر بين. كما ظهر في عدة مُسلسلات في عقد التسعينات وأكثر من مُسلسل في أعوام 2016 و2017.
مُتزوج ولديه أربعة أطفال.

## روابط خارجية
- باول باون على موقع IMDb (الإنجليزية)
- باول باون على موقع قاعدة بيانات الفيلم (الإنجليزية)